# Valea Ursoii
Valea Ursoii – wieś w Rumunii, w okręgu Prahova, w gminie Valea Călugărească. W 2011 roku liczyła 402 
mieszkańców.